# Bolbliksem (natuurverschijnsel)

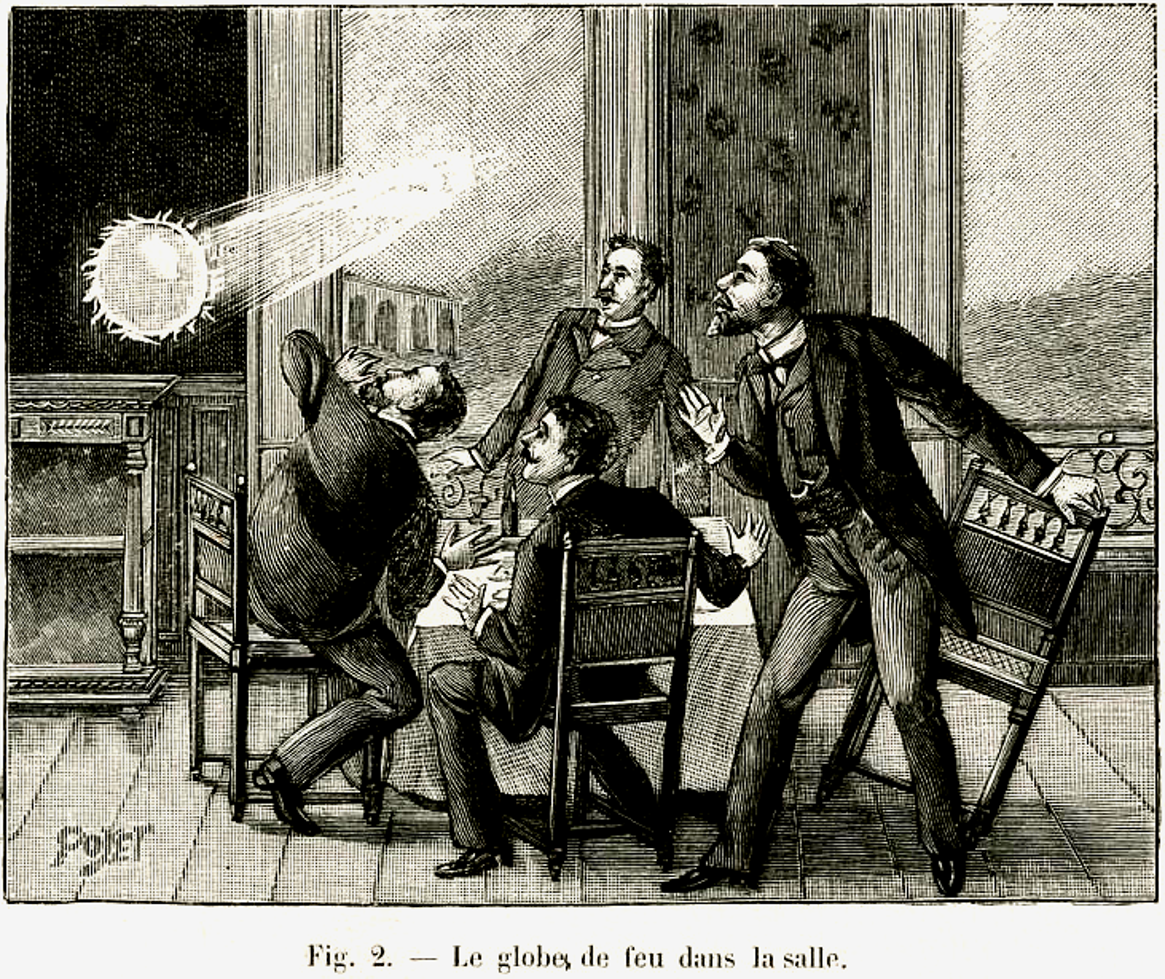
Gravure van vier mannen in een kamer die opgeschrikt worden door een bolbliksem

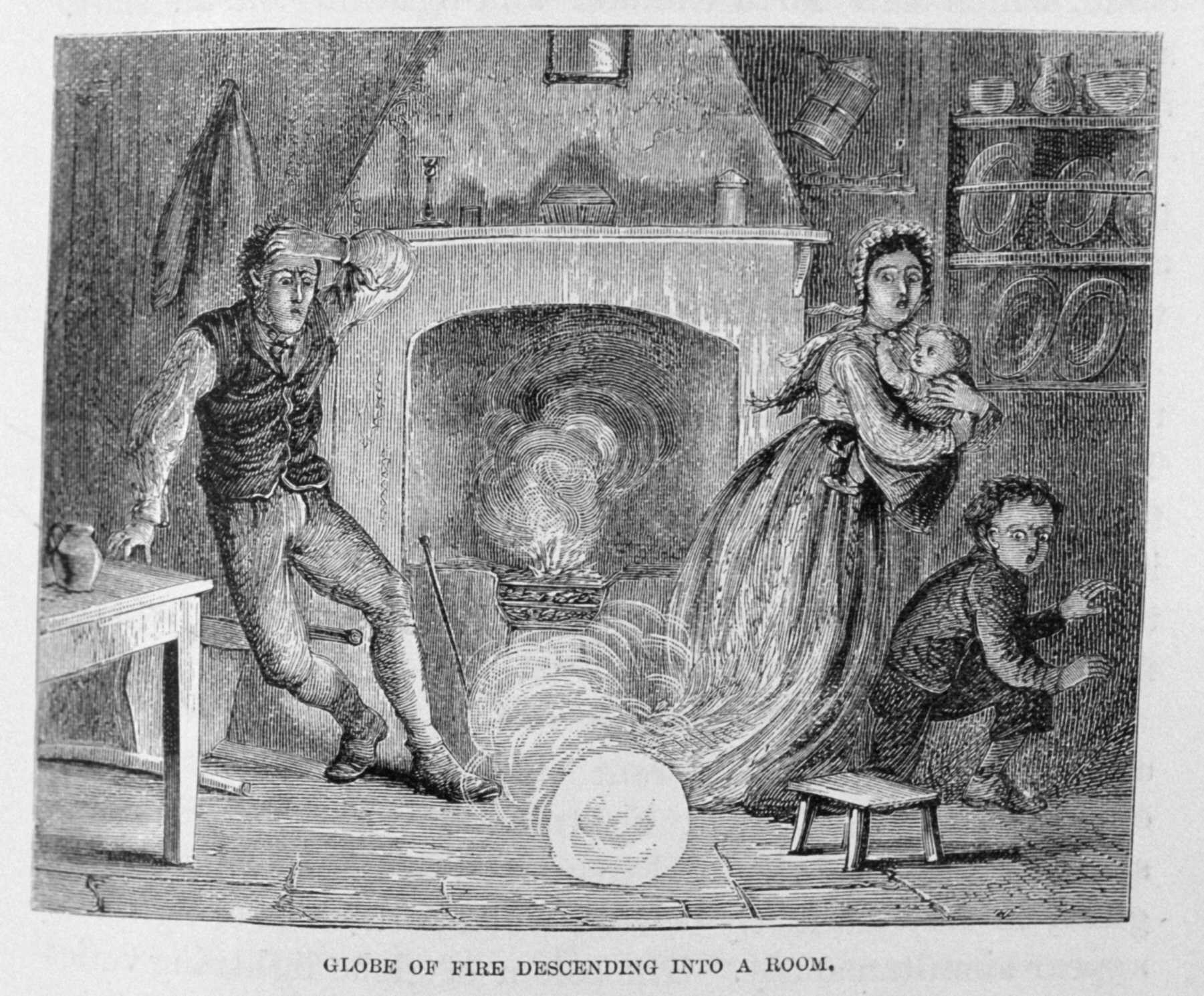
Familie wordt opgeschrikt door bolbliksem door de schoorsteen, 1886

Een bolbliksem is een zeldzaam en wetenschappelijk nog niet duidelijk verklaard fenomeen waarbij een helder oplichtend bolvormig object ontstaat met diameters die kunnen variëren van enkele centimeters tot een aantal meters. Het wordt soms waargenomen in de buurt van een blikseminslag en is dan gedurende meerdere seconden zichtbaar. Een bolbliksem doet zich meestal voor bij zwaar onweer, maar er zijn ook gevallen bekend waarin een bolbliksem optrad tijdens helder weer.

## Ooggetuigenverslagen
De meeste waarnemingen zeggen iets over de afmeting, de baan en de kracht van de bolbliksem. De grootte is vrij gering, ongeveer vergelijkbaar met de omvang van een tennisbal en slechts zelden zo groot als een voetbal. Er zijn, onder andere door piloten, bolbliksems gesignaleerd met een diameter van dertig meter. Vaak wordt het verschijnsel waargenomen langs hoogspanningslijnen of langs een dakgoot. Soms zweeft de bolbliksem door een straat. Meestal dooft de bol uit zonder schade aan te richten. In sommige gevallen is de bolbliksem met een explosie geëindigd en ooit kwam een bolbliksem in een regenton aan zijn einde, waarbij het water in de ton begon te koken.
Bolbliksems kunnen ook binnenshuis doordringen en er zijn meldingen dat de bol via een schoorsteen, deur of raam binnenkwam. Tot de merkwaardigste verhalen behoort het binnendringen via gesloten ramen, soms met schade, maar soms ook zonder enig spoor na te laten. Dit laatste sluit aan bij de theorie die veronderstelt dat de bolbliksem een elektronenwolk (plasma) is. Toch is ook die theorie niet zonder bezwaren, omdat doorgaans aangenomen wordt dat een elektronenwolk niet gedurende meerdere seconden kan blijven bestaan.
De meeste waarnemingen zijn gedaan in enkele seconden en onder gevaarlijke omstandigheden. Metingen aan natuurlijk voorkomende bolbliksems bestaan niet. Dat maakt het moeilijk om verklaringen van dit verschijnsel te bevestigen of te weerleggen.

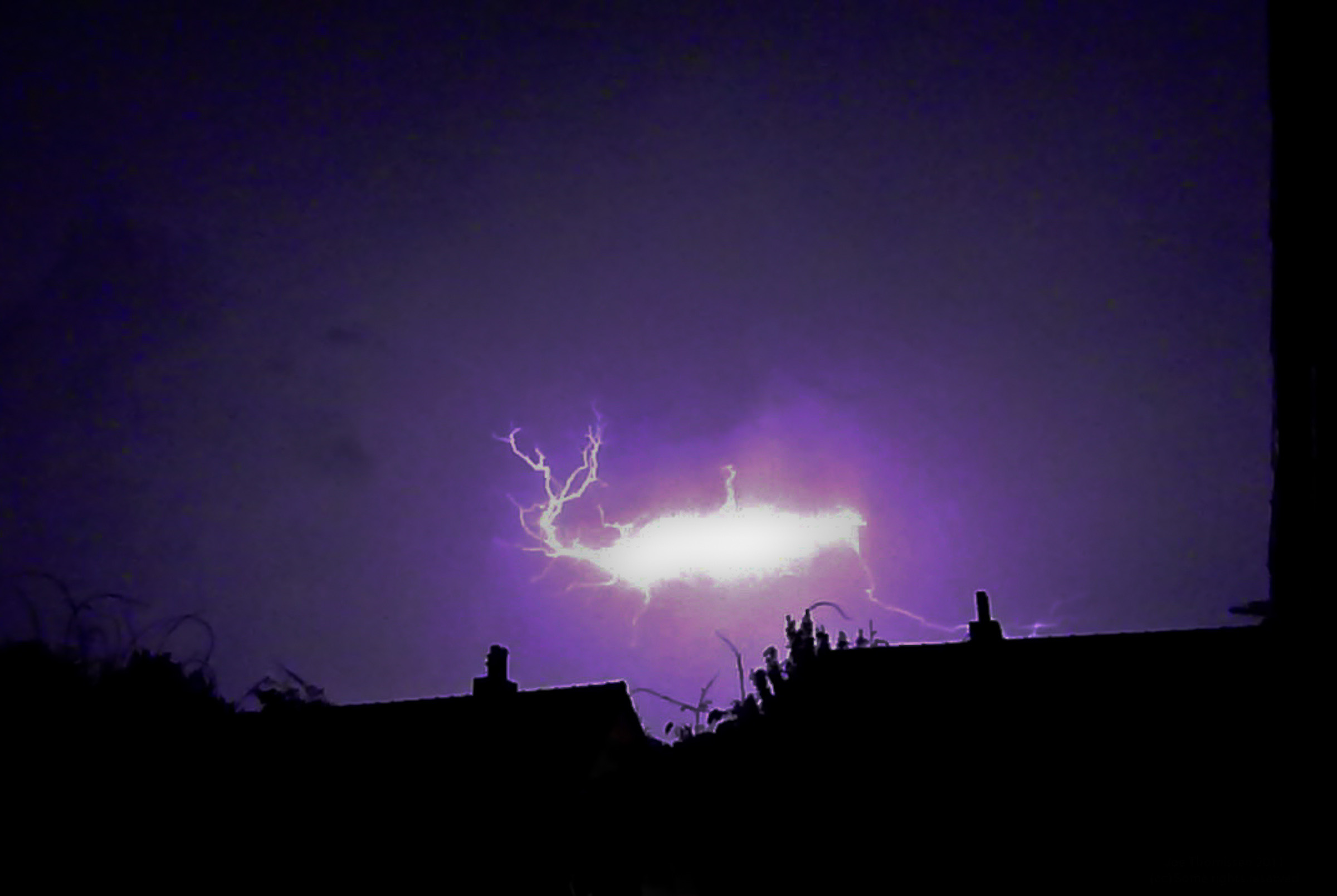
Een normale bliksemontlading die door overbelichting verward kan worden met bolbliksem. Waargenomen in Maastricht op 28 juni 2011

## Het vlammetje in de keuken
In een keuken met veel damp kan ineens "zo maar in de lucht" een vlammetje ontstaan dat na een seconde uiteenspat in een aantal vonkjes. Dit verschijnsel kan zich nog een viertal keren herhalen, met tussenpozen van een paar minuten.

## Ellsworth Huntington en elektrische ontladingen tussen bergtoppen
Ellsworth Huntington bestudeerde talrijke ooggetuigenverslagen uit de omgeving van Doğanyol in het Taurusgebergte in Zuid-Turkije. Velen aldaar spraken van het veelvuldig verschijnen van een lichtbol die als een flits van de ene bergtop naar de andere sprong, waarbij steeds een onweerachtig geluid werd gehoord. Het verschijnsel trad zowel 's nachts als bij vol daglicht op, en steeds bij onbewolkte hemel. Een van de betrokken bergen heeft een plateauvormige top.

## Verklaringen voor bolbliksems
Een verklaring ontwikkeld door onderzoekers uit Nieuw-Zeeland gaat ook uit van een blikseminslag. Als de hoeveelheid koolstof in de grond bij het inslagpunt 1 à 2 keer groter is dan de hoeveelheid siliciumoxide, ontstaat bij een temperatuur boven 3000 graden silicium of verbindingen daarvan. Heel kleine deeltjes hiervan vormen fijne dradennetwerken in de vorm van pluizige bollen. De energie die de bol doet gloeien is het gevolg van oxidatie. Bijna alle aspecten van bolbliksems kunnen hieruit verklaard worden: deze kan zowel als een nachtkaars uitgaan als eindigen in een explosie.
Volgens een verklaring van Maxim Dvornikov zou een bolbliksem voortkomen uit trillingen van geladen deeltjes in plasma, analoog aan een ruimtelijk Langmuir-soliton.
Een andere mogelijke verklaring is het aansteken van sporen van aardgas of moerasgas door een zware bliksemontlading. Het is bekend dat een arm gasmengsel (slechts enkele procenten brandbaar gas in een mengsel met omgevingslucht) niet tot ontbranding kan komen, tenzij men het aansteekt met een zware boogontlading van tientallen tot meer dan honderd kiloampère. De theorie is dan dat in een weiland moerasgas is ontstaan of dat in een straat rioolgas is ontsnapt dat bij een heel zware bliksemontlading ontsteekt. Deze theorie verklaart waarom bolbliksems praktisch altijd samengaan met zwaar onweer. Bovendien hebben proeven met arme gasmengsels en zware ontstekingsstromen verschijnselen laten zien die eruitzagen als bolbliksems.

In een andere theorie worden bolbliksems gecreëerd door het ontstaan van knopen in het elektromagnetisch veld in de nabijheid van een onweer. Deze zouden sterk genoeg zijn om de omliggende lucht te ioniseren. Theoretisch natuurkundige Andrea Aiello denkt dan weer aan een bolvormige manifestatie van een extra dimensionale bliksemschicht. Net zoals een driedimensionale bliksem er in twee dimensies uitziet als een cirkel, ziet eentje er in een extra dimensie uit als een b

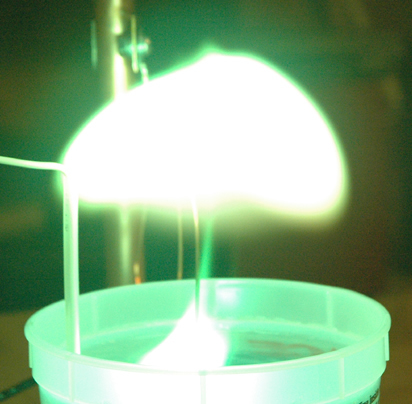
Experiment met hoogspanning boven water

Hoewel vroege pogingen om bolbliksems op te wekken niet succesvol waren, slaagden onderzoekers in 2005 in het Duitse Max Planck Instituut voor Plasmafysica om bolbliksemvormige objecten te creëren door over een glas water een potentiaalverschil van 5000 volt te zetten, waardoor er voor een korte periode tot maximaal 60 ampère aan stroom door het water loopt. De watermoleculen vallen door de hitte die dit veroorzaakt uiteen in ionen, die samen een bolvormige plasmawolk vormen.
In 2007 verscheen een artikel in New Scientist magazine waarin Braziliaanse wetenschappers er eveneens in slaagden bolbliksems in het laboratorium te creëren, waarvan video-opnames zijn gemaakt. Een team onder leiding van Antônio Pavão en Gerson Paiva van de Federale universiteit van Pernambuco in Brazilië gebruikte roosters van silicium die slechts 350 micrometer dik waren en plaatste die tussen twee elektrodes waarna er stroom tot 140 ampère door gestuurd werd. Door de elektroden iets uit elkaar te plaatsen werd een boogspanning gecreëerd die het silicium deed verdampen. Hierdoor werden gloeiende delen van silicium gecreëerd die soms gedurende een periode tot acht seconden bolbliksems ter grootte van een pingpongbal vormden. Uit de niet duidelijk gedefinieerde oppervlakten van deze bolbliksems kwamen kleine vlammen die het object naar voren of opzij bewogen. Daarnaast werden spiraalvormige rooksporen waargenomen die de suggestie wekken dat de bolbliksems zeer snel ronddraaien. Op basis van de blauw-witte tot oranje-witte kleuren wordt geschat dat deze bolbliksems temperaturen van circa 2000 kelvin hebben.
Het Nederlandse bedrijf Convectron N.V. heeft in 1985 geprobeerd om synthetische bolbliksems te maken door middel van schakelvonken waarbij stromen van ongeveer 200.000 ampère lopen, en deze te stabiliseren. Het bedrijf ging uit van de theorie dat de energiebron van een bolbliksem een vorm van kernfusie was. Hieruit is nooit een serieus resultaat gekomen.

### In literatuur
- Ball Lightning (2019) - Liu Cixin
- Bolbliksem (2000) - Anthony Horowitz
- De 7 kristallen bollen (1948) - Kuifje
- S.O.S. Meteoren (1959) - Blake en Mortimer
- Heer Ollie en een Bommelding (1983) - Bommelsaga

### In wetenschappelijke literatuur
- Marcel Minnaert, De natuurkunde van 't vrije veld, Deel 2: Geluid, Warmte, Elektriciteit, bladzijden 321-323, § 236: Bolbliksem
- Lightning, Auroras, Nocturnal Lights, and related luminous phenomena (William R. Corliss, 1982)
- Remarkable luminous phenomena in nature (William R. Corliss, 2001)